# Etnobotànica
L'etnobotànica (etno, 'estudi de les persones', i botànica, 'estudi de les plantes') és una ciència multidisciplinària que estudia les relacions entre les plantes i les persones. Inclou les aplicacions de les plantes (usos medicinals, alimentaris i d'altres), els seus efectes tòxics o nocius i les seves denominacions populars.
El terme 'etnobotànica' va ser encunyat pel botànic estatunidenc John William Harshberger l'any 1895 per referir-se a l'«estudi de les plantes usades pels pobles aborígens».
La diferència entre etnofarmacologia i etnobotànica és que l'etnofarmacologia tracta sobre l'ús i els efectes de les plantes medicinals mentre que l'etnobotànica defineix el paper de les plantes en les societats humanes i inclou l'ús de plantes per a construir eines, paper, roba, rituals, vida social, música i menjar, a més del seu ús medicina. Els estudis etnobotànics comprenen també disciplines com ara la sociologia, l'antropologia, la religió, la mitologia, la geografia o l'economia.